# Pauline de Wurtemberg
Pour l’article homonyme, voir Pauline de Wurtemberg (1877-1965).
Pauline Frédérique Marie de Wurtemberg (en allemand : Pauline Friederike Marie von Württemberg), née le 25 décembre 1810 à Stuttgart et morte le 7 juillet 1856 à Wiesbaden,,, est une princesse allemande, fille de Paul-Charles de Wurtemberg et de Charlotte de Saxe-Hildburghausen,.

## Biographie
Son mariage avec Guillaume, duc de Nassau a lieu le 23 avril 1829 à Stuttgart, au royaume de Wurtemberg. De cette union naissent quatre enfants, :
- une fille, née au château de Biebrich le 27 avril 1830 et morte le lendemain ;
- Hélène de Nassau, née le 18 août 1831 à Wiesbaden et morte le 27 octobre 1888 à Bad Pyrmont, épouse de Georges-Victor de Waldeck-Pyrmont ;
- Nicolas de Nassau, né au château de Biebrich le 20 septembre 1832 et mort le 17 septembre 1905 à Wiesbaden, époux de Natalia Alexandrovna Pouchkina ;
- Sophie de Nassau, née le 9 juillet 1836 à Wiesbaden et morte le 30 décembre 1913 à Stockholm, reine de Suède et Norvège de par son mariage avec Oscar II.